# مجید شهریاری (بازیگر)
مجید شهریاری بازیگر تئاتر، سینما و تلویزیون اهل ایران است.

## زندگی هنری
مجید شهریاری فارغ‌التحصیل رشته ادبیات فارسی است و فعالیت خود را هم‌زمان با اکبر عبدی و با نمایش‌های طنز و خوانندگی قبل از انقلاب ۱۳۵۷ ایران آغاز نمود و از سال ۱۳۶۸ در تئاترهای آزاد و پس از آن در آثار سینمایی و تلویزیونی مانند:دینامیت، اخراجی‌ها، رسوایی، پله آخر، معراجی‌ها، باغ سرهنگ، متهم گریخت، خانه به دوش، سه درچهار، سه دونگ سه دونگ، ترش و شیرین، شش و بش، پنجاه کیلو آلبالو و ساختمان پزشکان و … به ایفای نقش پرداخته. وی بیشتر به سبب بازی در آثار طنز و نقش‌های کمدی به شهرت رسیده‌است.

## آثار
برخی از آثاری که مجید شهریاری در آن‌ها حضور داشته‌است عبارتند از:

### سینما
| سال  | نام فیلم           | کارگردان         | توضیحات   |
| ---- | ------------------ | ---------------- | --------- |
| ۱۴۰۳ | خجالت نکش۲         | رضا مقصودی       |           |
| ۱۴۰۱ | فسیل               | کریم امینی       |           |
| ۱۳۹۹ | هولیا              | مرتضی آتش زمزم   |           |
| ۱۳۹۸ | مورچه خوار         | شاهد احمدلو      |           |
| ۱۳۹۷ | دینامیت            | مسعود اطیابی     |           |
| ۱۳۹۵ | نیوکاسل            | محسن قصابیان     |           |
| ۱۳۹۴ | ۵۰ کیلو آلبالو     | مانی حقیقی       |           |
| ۱۳۹۳ | کی داده؟ کی گرفته؟ | علیرضا شاه‌حسینی  |           |
| ۱۳۹۳ | منشی مخصوص من      | صالح دلدم        | توقیف شده |
| ۱۳۹۲ | معراجی‌ها           | مسعود ده‌نمکی     |           |
| ۱۳۹۱ | رسوایی             | مسعود ده‌نمکی     |           |
| ۱۳۹۰ | بچگیتو فراموش نکن  | جلال فاطمی       |           |
| ۱۳۹۰ | شیش و بش           | بهمن گودرزی      |           |
| ۱۳۹۰ | پله آخر            | علی مصفا         |           |
| ۱۳۹۰ | صداست که می‌ماند    | سعید چاری        |           |
| ۱۳۹۰ | مامان بهروز منو زد | عباس مرادیان     |           |
| ۱۳۸۹ | در امتداد شهر      | علی عطشانی       |           |
| ۱۳۸۸ | اخراجی‌ها ۲         | مسعود ده‌نمکی     |           |
| ۱۳۸۸ | سن پترزبورگ        | بهروز افخمی      |           |
| ۱۳۸۶ | آخرین نقش          | رضا ضیایی دوستان |           |
| ۱۳۸۲ | شکلات              | افشین شرکت       |           |
| ۱۳۷۳ | آقای شانس          | رحمان رضایی      |           |

### تلویزیون
| سال       | عنوان              | کارگردان          | پخش از     |
| --------- | ------------------ | ----------------- | ---------- |
| ۱۴۰۳      | با عرض معذرت       | محمدرضا حاجی‌غلامی | شبکه نسیم  |
| ۱۴۰۳      | فریبا              | محمود معظمی       | شبکه سه    |
| ۱۴۰۲      | مشاور              | محمدصادق بکتاشیان | شبکه افق   |
| ۱۴۰۲      | چرخ گردون          | جواد مزدآبادی     | شبکه ۲     |
| ۱۴۰۲      | چشم بندی ۲         | شاهد احمدلو       | شبکه ۳     |
| ۱۴۰۱      | چشم بندی ۱         | شاهد احمدلو       | شبکه ۳     |
| ۱۴۰۱      | وضعیت زرد ۲        | مجید رستگار       | شبکه ۲     |
| ۱۴۰۱      | راز تمام           | امین امانی        | شبکه ۱     |
| ۱۴۰۰      | پلاک ۱۳            | آرش معیریان       | شبکه ۳     |
| ۱۴۰۰      | روزگار جوانی ۳     | اصغر توسلی        | شبکه تهران |
| ۱۴۰۰      | وضعیت زرد ۱        | مجید رستگار       | شبکه ۳     |
| ۱۳۹۹      | دادستان            | مسعود ده نمکی     | شبکه ۳     |
| ۱۳۹۸      | ستایش ۳            | سعید سلطانی       | شبکه ۳     |
| ۱۳۹۷–۱۳۹۶ | دیوار به دیوار ۲   | سامان مقدم        | شبکه ۳     |
| ۱۳۹۶      | آنام               | جواد افشار        | شبکه ۳     |
| ۱۳۹۶–۱۳۹۵ | دیوار به دیوار ۱   | سامان مقدم        | شبکه ۳     |
| ۱۳۹۵      | سفر در خانه        | بهمن گودرزی       | شبکه نسیم  |
| ۱۳۹۴      | آقا و خانم سنگی    | شاهد احمدلو       | شبکه ۳     |
| ۱۳۹۲      | باغ سرهنگ          | فلورا سام         | شبکه تهران |
| ۱۳۹۱      | دزد و پلیس         | سعید آقاخانی      | شبکه ۳     |
| ۱۳۹۱–۱۳۹۰ | مهمانان ویژه       | سیدجواد رضویان    | شبکه تهران |
| ۱۳۹۰      | ساختمان پزشکان     | سروش صحت          | شبکه ۳     |
| ۱۳۹۰      | ستایش ۱            | سعید سلطانی       | شبکه ۳     |
| ۱۳۹۰–۱۳۸۹ | سه دونگ، سه دونگ   | شاهد احمدلو       | شبکه تهران |
| ۱۳۸۸–۱۳۸۷ | عید امسال          | سعید آقاخانی      | شبکه تهران |
| ۱۳۹۶–۱۳۸۷ | سرزمین مادری       | کمال تبریزی       | شبکه ۳     |
| ۱۳۸۷      | سه در چهار         | مجید صالحی        | شبکه ۱     |
| ۱۳۸۷–۱۳۸۶ | پیامک از دیار باقی | سیروس مقدم        | شبکه ۱     |
| ۱۳۸۶      | چارخونه            | سروش صحت          | شبکه ۳     |
| ۱۳۸۶      | حلقه سبز           | ابراهیم حاتمی کیا | شبکه ۳     |
| ۱۳۸۶–۱۳۸۵ | ترش و شیرین        | رضا عطاران        | شبکه ۳     |
| ۱۳۸۴      | متهم گریخت         | رضا عطاران        | شبکه ۳     |
| ۱۳۸۳      | خانه به دوش        | رضا عطاران        | شبکه ۳     |
| ۱۳۸۳      | من یک مستاجرم      | پریسا بخت‌آور      | شبکه ۳     |

### نمایش خانگی
| سال  | نام مجموعه      | کارگردان    |
| ---- | --------------- | ----------- |
| ۱۳۹۷ | هشتگ خاله سوسکه | محمد مسلمی  |
| ۱۳۹۹ | سریال موچین     | حسین تبریزی |
| ۱۴۰۱ | آکتور           | نیما جاویدی |
| ۱۴۰۳ | خجالت نکش       | رضا مقصودی  |
| ۱۴۰۳ | اجل معلق        | عادل تبریزی |

### تئاتر
!سال
!نام تئاتر
!کارگردان
|-
|۱۳۹۷
|خیالباف‌ها
|افشین نراقی
|-
|۱۳۹۶
|سور و سات
|حمیدرضا جهانگیری
|-
|۱۳۹۶
|شارژ ضربدر عشق
|حسین مختاری
|-
|۱۳۹۵
|دلاک باشی
|حمیدرضا ساعتچی
|-
|۱۳۹۱
|قصر زرین
|محمد حسن غمخوار
|-
|
|یواشکی عاشقتم
|مجید جعفری